# Ochetomyrmex mayri
Ochetomyrmex mayri är en myrart som beskrevs av Auguste-Henri Forel 1908. Ochetomyrmex mayri ingår i släktet Ochetomyrmex och familjen myror. Inga underarter finns listade i Catalogue of Life.